# Lloyd B. Norlin
Lloyd B. Norlin (* 23. März 1918 in South Dakota; † 11. Mai 2000 in Barrington, Illinois) war ein US-amerikanischer Musiker, Komponist und Liedtexter. 1942 wurde er für seinen Song Out of the Silence, den er für den Musicalfilm All-American Co-Ed komponiert und getextet hatte, mit einer Oscarnominierung in der Kategorie „Bester Song“ bedacht.

## Leben
Norlin verbrachte seine Jugend in Minnehaha, South Dakota. Im Jahr 1941 beendete er sein Studium an der Northwestern University im Fachbereich Musik erfolgreich. Der von ihm komponierte und von Audree Milgram getextete Song Wish you were here wurde für die „Waa-Mu Show“ nominiert, eine jährlich aufgeführte eigene Musikrevue der Northwestern University. An der Northwestern studierten so bekannte Leute wie Cloris Leachman, Warren Beatty, Karen Black, Ann-Margret oder Megan Mullally. Die Regeln der Anstalt sahen vor, dass jedes Studio oder eine Produktionsfirma, bei Norlin waren es die Hal Roach Studios, einen Kandidaten benennen durfte. Norlin konnte sich nicht in Hollywood etablieren und kehrte stattdessen nach Beendigung des Zweiten Weltkriegs an die Northwestern zurück, wo er sich im Fachbereich Musik engagierte. Weiter war er als Musikdirektor für einen Hersteller von kommerziellen Filmen tätig und baute sich eine einträgliche Karriere im Bereich „Industrial Musicals“ auf, einem heute nicht mehr existierenden Genre. Insoweit erstellte er unter anderem Shows für Marshall Field, Standard Oil, Pepsi, Hamm’s Beer und Ford.

## Noten
- Here’s Your Party: Musical Selections. Text: Charles Nelson, Musik: Lloyd B. Norlin. Northwestern University, Chicago 1940 (Auszüge aus einem von Studenten der Northwestern University aufgeführten Musical)